# Charlotte de Sauve
Charlotte de Beaune Semblançay, viscontessa di Tours, baronessa di Sauve, marchesa di Noirmoutier (26 ottobre 1551 – 30 settembre 1617), è stata una nobildonna francese, una delle amanti di Enrico III di Navarra, futuro re Enrico IV di Francia, e ha fatto parte del celebre "squadrone volante" di Caterina de' Medici, un gruppo di damigelle d'onore giovani e belle che seguivano ovunque la regina madre.

## Biografia
Charlotte era la figlia di Jacques de Semblançay e Gabrielle de Sade. Suo nonno fu un superintendente di finanziamento di Francesco I. 
Damigella d'onore e dama di compagnia di Caterina de' Medici che servì fedelmente, prima di diventare nel 1574 damigella d'onore di Margherita di Valois. 

## Matrimoni
Nel 1579 sposò Simon Fizes (o Simon de Fizes), barone de Sauvé, signore di Sauve, Segretario di Stato di Carlo IX ed Enrico III, che morì poco tempo dopo.
Nel 1584 sposò François de La Trémoille, marchese de Noirmoutier dal quale ebbe, nel 1586, un figlio, Louis de La Tremoille, egli stesso padre di Louis II de la Trémoille, duca di Noirmoutier.
Charlotte divenne l'amante del re di Navarra (il futuro Enrico IV di Francia) (1572-1577),  di Francesco d'Alençon nel 1575, e anche di Enrico di Guisa, con il quale trascorre la notte tra il 22 e il 23 dicembre 1588, quando Enrico è stato assassinato su ordine di Enrico III. Aveva molti altri favoriti, come il duca di Epernon e il signore di Avrilly.